# Вєела
Вє́ела (ест. Vööla küla, швед. Bysholm) — колишнє село в Естонії, на момент ліквідації належало до Пюрксіської сільської ради Гаапсалуського району (до жовтня 2017 року територія волості Ноароотсі, нині — волості Ляене-Ніґула повіту Ляенемаа).

## Населення
Чисельність населення в 1959 році становила 24 особи, у 1970 році — 16 осіб.

## Географія
Село розташовувалося на півострові Ноароотсі (Noarootsi poolsaar).

## Історія
Під час адміністративної реформи 1977 року село Вєела було ліквідовано, а його територія відійшла до села Гара.